# Gracie Carvalho
Pour les articles homonymes, voir Carvalho.
Gracie Carvalho, née le 23 juillet 1990 à Sao Paulo au Brésil, est un mannequin brésilien.

## Biographie
Elle a grandi au Brésil au sein d'une famille catholique avant d'aller s'installer à New York lorsque sa carrière a pris de l'importance.

## Carrière
En 2008, elle apparaît en couverture de l'édition brésilienne de L'Officiel. Lors de la semaine de la mode de Rio, elle est la mannequin la plus demandée ; elle arpente 35 des 39 podiums.
En 2009, elle prête son image aux marques C&A et DKNY Jeans, et représente la collection d'Anna Sui en collaboration avec Target. Elle défile pour 3.1 Phillip Lim (en), Carolina Herrera, Diane von Fürstenberg, Giambattista Valli, Miu Miu, Ralph Lauren, Stella McCartney, Vera Wang et Viktor & Rolf. On[Qui ?] la retrouve également dans les pages de The New York Times et Teen Vogue.
De 2009 à 2010, elle est l'une des égéries des marques Gap, BCBG Max Azria et Kenneth Cole (en). Après la fin de ces contrats, elle en signe un nouveau avec Tommy Hilfiger, participant ainsi à toutes les publicités de la marque de 2010 à 2012, année où le contrat se termine.
En 2010, elle participe aux défilés Burberry, Diane von Fürstenberg, Hervé Léger, Jason Wu, Jean-Charles de Castelbajac, Karl Lagerfeld, Kenzo, Topshop, Tory Burch, Vera Wang et Victoria's Secret, et dans une publicité pour DKNY. Elle figure en couverture de Hercules et de Vogue Brésil accompagnée de neuf autres mannequins, dont Isabeli Fontana, Emanuela de Paula et Izabel Goulart, ainsi que dans des éditoriaux pour Lula Magazine, Allure (deux fois), Nowness (en), Arise, L'Officiel Brésil et pour les éditions françaises et britanniques de Elle. La même année, elle pose sous l'objectif de Terry Richardson pour le Calendrier Pirelli accompagnée de, entre autres, Miranda Kerr, Rosie Huntington-Whiteley et Ana Beatriz Barros.
En 2011, elle est en couverture du magazine brésilien Unit, et dans les pages de Flare (en), ainsi que dans deux magazines Vogue : la version espagnole et la version brésilienne. Elle défile pour Colcci (en), Blumarine (en) et Lela Rose (en) et pose pour la marque J.Crew.
En 2012, elle devient le visage des marques Nordstrom et Calzedonia.
En 2012 et 2013, elle participe à des campagnes publicitaires des marques de lingerie Victoria's Secret et Next.
En 2013, elle est photographiée pour Vogue brésil et Allure.
En 2014, elle apparaît dans Harper's Bazaar UK.